# John Bertrand (amerikansk seglare)
John Bertrand, född den 22 mars 1956 i San Mateo, är en amerikansk seglare.
Han tog OS-silver i finnjolle i samband med de olympiska seglingstävlingarna 1984 i Los Angeles.